# Hypomasticus megalepis
Hypomasticus megalepis is een straalvinnige vissensoort uit de familie van de kopstaanders (Anostomidae). De wetenschappelijke naam van de soort is voor het eerst geldig gepubliceerd in 1863 door Günther.